# Black Brook (Nowy Jork)
Black Brook – miasto w Stanach Zjednoczonych, w stanie Nowy Jork, w hrabstwie Clinton.